# Égyptien archaïque
Pour les articles homonymes, voir Égyptien.
L'égyptien archaïque correspond à l'état linguistique de l'égyptien ancien pendant la période prédynastique égyptienne et la période thinite, qui ont duré jusqu'à environ 2800 avant l'ère commune.

## Premières traces
Les premières traces d'écriture, ou plutôt de sémagrammes, datent de la seconde moitié du IVe millénaire avant l'ère commune : on les retrouve sous la forme d'étendards dressés sur des bateaux peints sur une catégorie de céramique nommée « Decorated Ware », ainsi que, un peu plus tard, sous la forme de signes gravés, d'interprétation incertaine, sur les colosses de Coptos. De même, la tombe U-j à Abydos, appartenant au roi Scorpion, comprend des symboles inscrits sur les sceaux, les étiquettes et les récipients. À la même époque, certains de ces mêmes signes sont également présents dans des inscriptions rupestres (el-Khawi près d'El Kab, Gebel Tjaouti, etc.) ou sur des objets de prestige (peignes et manche de couteau cérémoniels notamment). Si ces signes ont parfois été jugés comme les premiers signes écrivant la langue égyptienne, Andreas Stauder considère qu'ils ne comportent aucun élément phonégraphique assuré, et, plus généralement, aucun ancrage dans la langue. Ces éléments sont cependant l'arrière-plan sur lequel se formera la forme d'écriture ultérieure qu'est l'égyptien hiéroglyphique.

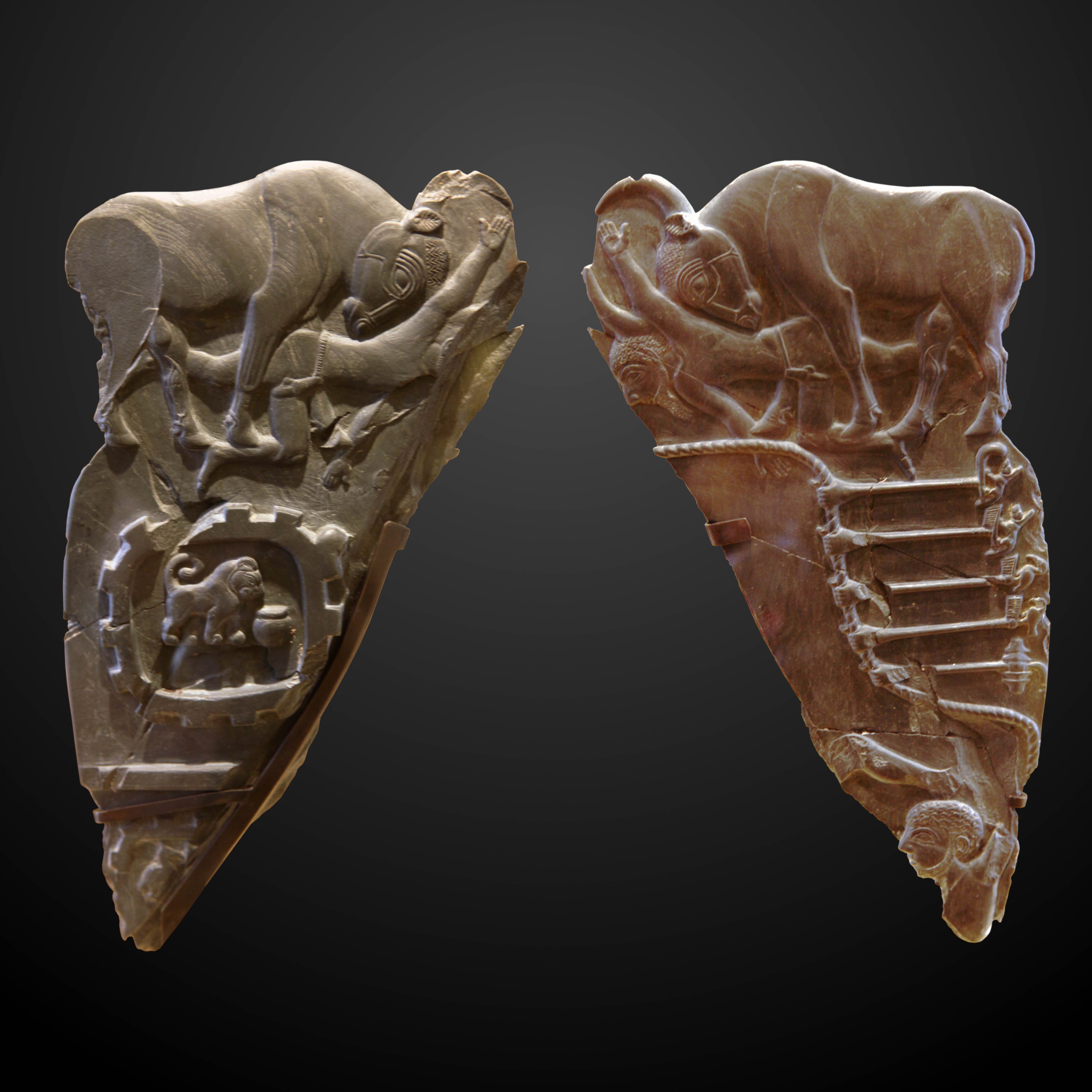
Palette au taureau.

Au cours du XXXIIe siècle avant l'ère commune, les premiers signes assurés d'écriture apparaissent. Notamment, sur l'une des faces de la palette au taureau, à l'intérieur d'une enceinte, deux signes notent probablement le toponyme de cette enceinte : il s'agit d'un lion dont la lecture reste incertaine, mais aussi le pot représentant le son -n ou -nw. On trouve également le nom du roi Iry-Hor, dont le nom est constitué du signe du faucon ainsi que celui de la bouche représentant le son -r. D'autres signes, présents sur des objets de l'époque, semblent écrire phonétiquement des mots de la langues, comme jp, écrit avec les signes du roseau et de la natte. 

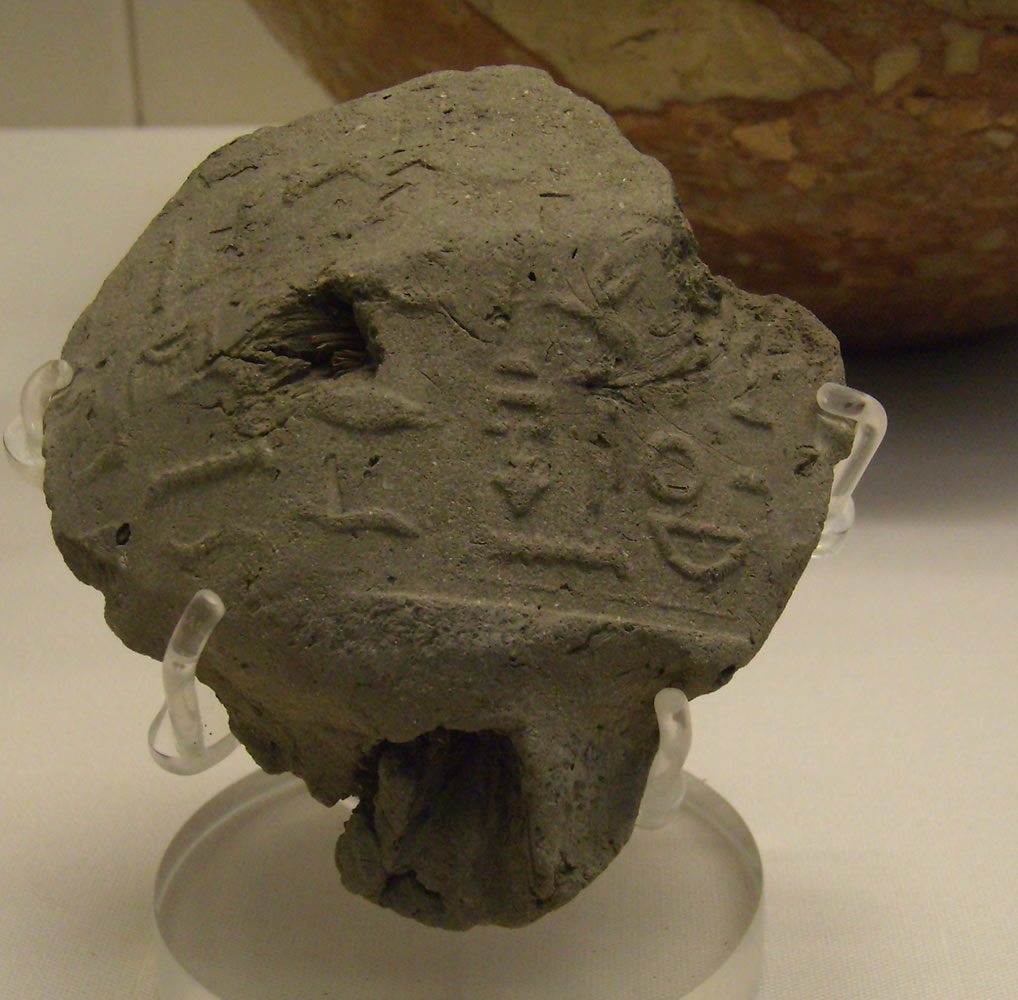
Sceau de Péribsen avec la première phrase complète en égyptien ancien.

Cette forme d'écriture, encore relativement simple, évolue rapidement au cours des siècles qui suivent : elle élargit son champ d'application dès la Ire dynastie, en marquant des produits, écrivant les noms des personnes sur les stèles ainsi que leurs titres. Malgré tout, cette écriture reste encore souvent limitée aux noms et autres mots isolés : il n'y a pas encore de phrase construite. Les formules les plus complexes sont du type « première occasion de la course d'Apis » (zp tpj pḥrr ḥjp), , où certains mots comme zp et tpj sont écrits de manière logographique, tandis que le verbe pḥrr est écrit de manière phonétique et complété par un déterminatif.
Dès la IIe dynastie, les premières phrases complètes sont notées, comme par exemple celle sur un sceau de Péribsen.

« Le doré d'Ombos s'est unifié sur les deux royaumes pour son fils, le roi de Basse et Haute-Égypte, Péribsen, et l'a remis à son fils. »

Cependant, les textes continus ne deviendront courants qu'à partir de l'Ancien Empire, vers 2500 avant l'ère commune. Une autre marque de l'utilisation de plus en plus large de l'écriture, c'est le développement de l'écriture hiératique, écriture qui, encore à l'époque, ressemblait fortement à l'écriture hiéroglyphique ; les signes vont évoluer par la suite. À la fin de la période thinite, et au début de l'Ancien Empire, de nombreux signes archaïques sont abandonnés, témoignant d'une refonte du système, tandis que son utilisation est de plus en plus large.

## Évolution phonétique
De la fin de la période prédynastique jusqu'au roi Den, près des trois quarts des phonèmes de la langue égyptienne classique sont attestés par les signes : en effet, dix-neuf signes à valeur phonétique unilitère sont attestés. De part la relative abondance du corpus des attestations de l'écriture allant jusqu'au règne de Den, il est raisonnable de considérer que l'ensemble des phonèmes de la période ont été découverts. De plus, on peut noter que ces phonèmes sont caractéristiques de l'ensemble des langues afro-asiatiques, alors que les phonèmes proprement égyptiens ne sont pas attestés à cette période. Les autres phonèmes n'apparaissent dans l'écriture hiéroglyphique qu'à partir du règne de Qâ, voire plus tard. Il s'agit des phonèmes suivants :
- le son t, écrit avec le signe du pain, évolue dans une partie des mots en t͡s (traditionnellement translittéré en <z>) ; le son t reste majoritaire dans la langue,
- le son k, écrit avec le signe du licol, évolue dans une partie des mots en c (traditionnellement translittéré en <ṯ>) ; le son k devient minoritaire dans la langue,
- le son kʼ (traditionnellement translittéré en <ḳ>), écrit avec le signe du cobra, évolue dans une partie des mots en cʼ (traditionnellement translittéré en <ḏ>) ; le son kʼ devient minoritaire dans la langue,
- le son x (traditionnellement translittéré en <ẖ>), écrit avec le signe du bassin, évolue dans une partie des mots en ç (traditionnellement translittéré en <š>) ; le son x devient minoritaire dans la langue.

De manière générale, un nouveau phonème s'introduit dans la langue avant qu'il n'apparaisse dans l'écriture. Ainsi, un même signe qui, à l'origine ne permet d'écrire qu'un seul phonème, commence à écrire petit à petit un second phonème, ayant évolué à partir du premier. Deux cas de figures existent : 
- dans le cas où le nouveau phonème reste minoritaire, dans les mots ayant adopté ce nouveau phonème, un second signe vient compléter le premier pour préciser la lecture pour ce phonème ; dans un second temps, l'ancien signe est par la suite retiré pour adopter une nouvelle graphie correspondant à la nouvelle prononciation :
  - les mots n'ayant pas changé de prononciation garde la même graphie,
  - les mots ayant changé de prononciation adopte une même graphie,
- dans le cas où le nouveau phonème est devenu majoritaire, cette fois, le second signe vient compléter le premier dans les mots n'ayant pas changé de prononciation ; de même, dans un second temps, l'ancien signe est par la suite retiré pour adopter une nouvelle graphie :
  - les mots n'ayant pas changé de prononciation change de graphie,
  - les mots ayant changé de prononciation garde la même graphie.

Les nouveaux signes adoptés sont les suivants :
- pour le nouveau son t͡s, le signe du verrou est utilisé,
- pour l'ancien son k, le signe de la corbeille à anse est utilisé,
- pour l'ancien son kʼ, le signe de la colline est utilisé,
- pour l'ancien son x, le signe de l'enveloppe fœtale de vache est utilisé.